# Eve of St Mawes
L'Eve of St Mawes est une réplique de cotre pilote de Cornouailles (en anglais, pilot cutter) servant à la plaisance.
Son port d'attache actuel est St Mawes près de Falmouth en Cornouailles. Il porte l'inscription Eve sur sa grand-voile. Il est classé bateau historique par le National Historic Ships UK.

## Histoire
Cette réplique de cotre pilote des îles Scilly des années 1870 a été construite en 1997 au chantier Work Sail de Gweek comme voilier de croisière.
L'Eve of St Mawes est le premier et le plus petit d'une série de bateaux comparables. Puis ont suivi les Lizzie May (2001), Agnes of Scilly (2003), Hesper (2004), Ezra, Tallulah (2008) et Amelie Rose (2009). Le dernier, le Freya, a été lancé en 2012.
Il navigue essentiellement sur la côte Sud de l'Angleterre et participe à des rassemblements maritimes comme Brest 2008 et Les Tonnerres de Brest 2012.
Il est classé comme bateau du patrimoine par le National Historic Ship UK.

## Caractéristiques
Son gréement est celui d'un cotre à corne : un seul mât ; une grand-voile et un flèche, deux focs et une trinquette sur bout-dehors. Il est manœuvrable par un seul marin.